# Lithotactis
Lithotactis é um gênero de mariposa pertencente à família Acrolepiidae.